# HMS Mashona (F59)
HMS Mashona (L59/F59) là một tàu khu trục lớp Tribal được chế tạo cho Hải quân Hoàng gia Anh Quốc trước Chiến tranh Thế giới thứ hai. Nó đã phục vụ trong Thế Chiến II cho đến khi bị đánh chìm bởi một cuộc không kích ngoài khơi Đại Tây Dương vào tháng 5 năm 1941.

## Thiết kế và chế tạo
Mashona được đặt hàng cho hãng Vickers-Armstrong trong Chương trình Chế tạo Hải quân 1935. Nó được đặt lườn vào ngày 5 tháng 8 năm 1936, được hạ thủy vào ngày 3 tháng 9 năm 1937, và hoàn tất vào ngày 30 tháng 3 năm 1939.

## Lịch sử hoạt động
Vào tháng 9 năm 1939, Mashona phục vụ cùng Chi hạm đội Khu trục 6 đặt căn cứ tại Scapa Flow. Nó đã tham gia vào cuộc săn đuổi và tiêu diệt thiết giáp hạm Đức Bismarck vào ngày 27 tháng 5 năm 1941. Tuy nhiên, trên đường quay trở về cảng vào ngày hôm sau, nó chịu đựng một cuộc không kích nặng nề của Không quân Đức, bị trúng bom và đắm ngoài khơi bờ biển Galway ở tọa độ 52°58′B 11°36′T / 52,967°B 11,6°T, với tổn thất 48 thành viên thủy thủ đoàn. Tàu khu trục chị em HMS Tartar đã cứu vớt những người sống sót và đưa họ đến Greenock.